# Roy Z
Roy Z is een gitarist, componist en een producer, bekend van zijn werk met Bruce Dickinson (Iron Maiden), Rob Halford en Judas Priest. Hij is ook oprichter van Tribe of Gypsies, een hardrockband met latin-invloeden.

## Biografie
Roy Z werd geboren als Roy Ramirez in Los Angeles, maar veranderde zijn naam in de jaren tachtig, omdat "etnische namen niet trendy genoeg waren in die tijd". Hij veranderde de naam Ramirez en werd Roy Zerimar. Mensen begonnen snel daarna hem al Roy Z te noemen. Roy Z begon op jonge leeftijd gitaar te spelen en muziek te bestuderen, met invloeden van Uli Roth, Frank Marino, Carlos Santana, Michael Schenker, Jeff Beck en Robin Trower.
Als frequent optredend artiest in de Zuid-Californische hardrockwereld van de jaren tachtig, speelde Roy Z met verschillende bands, inclusief Driver, Warrior, Gypsy Moreno, Royal Flush en Mike Vescera. In 1991 vormde hij de band Tribe of Gypsies.
Toen Bruce Dickinson in 1993 Iron Maiden verliet, koos hij Roy Z en Tribe of Gypsies-leden Dave Ingraham (drums) en Eddie Casillas (bas) om zijn soloband compleet te maken. Dat voegde een Latijns gevoel toe aan de stem van de metallegende. Het resultaat: Balls to Picasso. Daarna ging Roy Z onmiddellijk de studio in met Tribe of Gypsies om hun eigen cd uit te brengen. De cd werd uitgebracht in Japan onder JVC Records in 1996.
Dickinson ging verder en nam in 1996 zijn alternatieve album Skunkworks op, maar keerde later terug naar zijn hardere oorsprong en vormde met Roy Z in 1997 Accident of Birth. Met gitarist en "songwriter" Adrian Smith (van Iron Maiden) erbij werd het album een succes en door de metalpers gekozen tot "album van het jaar". Veel fans vonden Accident of Birth Dickinsons beste soloprestatie. De band ging verder met in 1998 The Chemical Wedding. Het album wordt door sommige fans lachwekkend "het beste album van Iron Maiden sinds Seventh Son of a Seventh Son genoemd".
In 2000 mocht Roy Z Rob Halfords soloalbum Resurrection produceren. Dankzij dit album kreeg hij andere jobs in de metal/rockwereld, zoals met Helloween en Rob Rock.
Roy Z en Dickinson produceerden in 2003 Tyranny of Souls, uitgebracht onder Sanctuary Records. Het album werd opgenomen in de studio van Roy Z. Hij speelde zelf in twee liedjes basgitaar. De zangpartijen voor het album werden gedaan in minder dan twee weken; Dickinson sliep in de studio om minder tijd te verliezen. Omdat Dickinson geblesseerd raakte door een val en niet rechtop kon staan, werd het album acht maanden uitgesteld, maar Roy Z mocht Judas Priests reüniealbum produceren, Angel Of Retribution.
Tegenwoordig is Roy Z een bekende metal/rockproducer en werkt hij samen met topartiesten in het genre. Zo werkte hij samen met Rob Halford en bracht hij Halfords nieuwe single Forgotten Generation uit.